# Lista siturilor arheologice din județul Iași - P
Lista siturilor arheologice din județul Iași - P conține toate siturile arheologice din județul Iași înscrise în Repertoriul Arheologic Național (RAN) și aflate în localități al căror nume începe cu litera P. RAN este administrat de Ministerul Culturii și Patrimoniului Național și cuprinde date științifice, cartografice, topografice, imagini și planuri, precum și orice alte informații privitoare la zonele cu potențial arheologic, studiate sau nu, încă existente sau dispărute.
Puteți căuta un sit din localitățile care încep cu litera P folosind formularul de mai jos sau puteți naviga prin toate siturile din județ la Lista siturilor arheologice din județul Iași.
| Cod RAN                                  | Denumire | Localitate                            | Adresă                     | Datare                            | Descoperit | Coordonate                                      | Imagine           | Erori            |
| ---------------------------------------- | --- | ------------------------------------- | -------------------------- | --------------------------------- | ---------- | ----------------------------------------------- | ----------------- | ---------------- |
| 96995.01.01 (Cod LMI: IS-I-m-B-03629.06) | Așezarea de la Păușești - "Biserica Veche I și II" / ansamblu anonim (Categorie: locuire civilă) (Tip: Așezare)                                                  | sat Păușești, comuna Dumești          | Biserica Veche I și II     |                                   |            |                                                 | Încărcați imagine | Raportați eroare |
| 96995.01.02 (Cod LMI: IS-I-m-B-03629.05) | Așezarea de la Păușești - "Biserica Veche I și II" / ansamblu anonim (Categorie: locuire civilă) (Tip: Așezare)                                                  | sat Păușești, comuna Dumești          | Biserica Veche I și II     | geto-dacică sec. II - I a. Chr.   |            |                                                 | Încărcați imagine | Raportați eroare |
| 96995.01.03 (Cod LMI: IS-I-m-B-03629.04) | Așezarea de la Păușești - "Biserica Veche I și II" / ansamblu anonim (Categorie: locuire civilă) (Tip: Așezare)                                                  | sat Păușești, comuna Dumești          | Biserica Veche I și II     | sec. II - III                     |            |                                                 | Încărcați imagine | Raportați eroare |
| 96995.01.04 (Cod LMI: IS-I-m-B-03629.03) | Așezarea de la Păușești - "Biserica Veche I și II" / ansamblu anonim (Categorie: locuire civilă) (Tip: Așezare)                                                  | sat Păușești, comuna Dumești          | Biserica Veche I și II     | sec. IV                           |            |                                                 | Încărcați imagine | Raportați eroare |
| 96995.01.05 (Cod LMI: IS-I-m-B-03629.02) | Așezarea de la Păușești - "Biserica Veche I și II" / ansamblu anonim (Categorie: locuire civilă) (Tip: Așezare)                                                  | sat Păușești, comuna Dumești          | Biserica Veche I și II     | sec. V - VI                       |            |                                                 | Încărcați imagine | Raportați eroare |
| 96995.01.06 (Cod LMI: IS-I-m-B-03629.01) | Așezarea de la Păușești - "Biserica Veche I și II" / ansamblu Vechea vatră a satului Păușești (Categorie: locuire civilă) (Tip: Așezare rurală)                  | sat Păușești, comuna Dumești          | Biserica Veche I și II     | sec. XIV - XVI                    |            |                                                 | Încărcați imagine | Raportați eroare |
| 96995.02.01 (Cod LMI: IS-I-s-B-03630)    | Situl arheologic de la Păușești - "Cantonul Silvic" / ansamblu anonim (Categorie: locuire civilă) (Tip: Așezare)                                                 | sat Păușești, comuna Dumești          | Cantonul Silvic            | ceramicii liniare                 |            |                                                 | Încărcați imagine | Raportați eroare |
| 96995.02.02 (Cod LMI: IS-I-m-B-03630.08) | Situl arheologic de la Păușești - "Cantonul Silvic" / ansamblu anonim (Categorie: locuire civilă) (Tip: Așezare)                                                 | sat Păușești, comuna Dumești          | Cantonul Silvic            | Noua                              |            |                                                 | Încărcați imagine | Raportați eroare |
| 96995.02.03 (Cod LMI: IS-I-m-B-03630.07) | Situl arheologic de la Păușești - "Cantonul Silvic" / ansamblu anonim (Categorie: locuire civilă) (Tip: Așezare)                                                 | sat Păușești, comuna Dumești          | Cantonul Silvic            | sec. IV                           |            |                                                 | Încărcați imagine | Raportați eroare |
| 96995.02.04 (Cod LMI: IS-I-s-B-03630)    | Situl arheologic de la Păușești - "Cantonul Silvic" / ansamblu anonim (Categorie: locuire civilă) (Tip: Așezare)                                                 | sat Păușești, comuna Dumești          | Cantonul Silvic            | sec. V                            |            |                                                 | Încărcați imagine | Raportați eroare |
| 96995.02.05 (Cod LMI: IS-I-m-B-03630.05) | Situl arheologic de la Păușești - "Cantonul Silvic" / ansamblu anonim (Categorie: locuire civilă) (Tip: Așezare)                                                 | sat Păușești, comuna Dumești          | Cantonul Silvic            | sec. VI - IX                      |            |                                                 | Încărcați imagine | Raportați eroare |
| 96995.02.06 (Cod LMI: IS-I-m-B-03630.04) | Situl arheologic de la Păușești - "Cantonul Silvic" / ansamblu anonim (Categorie: locuire civilă) (Tip: Așezare)                                                 | sat Păușești, comuna Dumești          | Cantonul Silvic            | Dridu sec. X - XI                 |            |                                                 | Încărcați imagine | Raportați eroare |
| 96995.02.07 (Cod LMI: IS-I-m-B-03630.03) | Situl arheologic de la Păușești - "Cantonul Silvic" / ansamblu anonim (Categorie: locuire civilă) (Tip: Așezare)                                                 | sat Păușești, comuna Dumești          | Cantonul Silvic            | sec. XI - XIII                    |            |                                                 | Încărcați imagine | Raportați eroare |
| 96995.02.08 (Cod LMI: IS-I-m-B-03630.02) | Situl arheologic de la Păușești - "Cantonul Silvic" / ansamblu anonim (Categorie: locuire civilă) (Tip: Așezare)                                                 | sat Păușești, comuna Dumești          | Cantonul Silvic            | sec. XIV                          |            |                                                 | Încărcați imagine | Raportați eroare |
| 96995.02.09 (Cod LMI: IS-I-m-B-03630.01) | Situl arheologic de la Păușești - "Cantonul Silvic" / ansamblu anonim (Categorie: locuire civilă) (Tip: Așezare)                                                 | sat Păușești, comuna Dumești          | Cantonul Silvic            | sec.XVII-XVIII                    |            |                                                 | Încărcați imagine | Raportați eroare |
| 95373.01.01 (Cod LMI: IS-I-m-B-03631.04) | Situl arheologic de la Pârcovaci - "Între Islazuri" / ansamblu anonim (Categorie: locuire civilă) (Tip: Așezare)                                                 | sat Pârcovaci, oraș Hârlău            | Între Islazuri             |                                   |            |                                                 | Încărcați imagine | Raportați eroare |
| 95373.01.02 (Cod LMI: IS-I-m-B-03631.03) | Situl arheologic de la Pârcovaci - "Între Islazuri" / ansamblu anonim (Categorie: locuire civilă) (Tip: Așezare)                                                 | sat Pârcovaci, oraș Hârlău            | Între Islazuri             | sec. VI - VIII                    |            |                                                 | Încărcați imagine | Raportați eroare |
| 95373.01.03 (Cod LMI: IS-I-m-B-03631.02) | Situl arheologic de la Pârcovaci - "Între Islazuri" / ansamblu anonim (Categorie: locuire civilă) (Tip: Așezare)                                                 | sat Pârcovaci, oraș Hârlău            | Între Islazuri             | sec. XI - XII                     |            |                                                 | Încărcați imagine | Raportați eroare |
| 95373.01.04 (Cod LMI: IS-I-m-B-03631.01) | Situl arheologic de la Pârcovaci - "Între Islazuri" / ansamblu anonim (Categorie: locuire civilă) (Tip: Așezare)                                                 | sat Pârcovaci, oraș Hârlău            | Între Islazuri             | sec. XVII                         |            |                                                 | Încărcați imagine | Raportați eroare |
| 98346.01.01 (Cod LMI: IS-I-m-B-03632.05) | Situl arheologic de la Plugari - "Cotul Beicului" / ansamblu anonim (Categorie: locuire civilă) (Tip: Așezare)                                                   | sat Plugari, comuna Plugari           | Cotul Beicului             | Noua                              |            |                                                 | Încărcați imagine | Raportați eroare |
| 98346.01.02 (Cod LMI: IS-I-m-B-03632.04) | Situl arheologic de la Plugari - "Cotul Beicului" / ansamblu anonim (Categorie: locuire civilă) (Tip: Așezare)                                                   | sat Plugari, comuna Plugari           | Cotul Beicului             | geto-dacică sec. IV - III a. Chr. |            |                                                 | Încărcați imagine | Raportați eroare |
| 98346.01.03 (Cod LMI: IS-I-m-B-03632.03) | Situl arheologic de la Plugari - "Cotul Beicului" / ansamblu anonim (Categorie: locuire civilă) (Tip: Așezare)                                                   | sat Plugari, comuna Plugari           | Cotul Beicului             | sec. V                            |            |                                                 | Încărcați imagine | Raportați eroare |
| 98346.01.04 (Cod LMI: IS-I-m-B-03632.02) | Situl arheologic de la Plugari - "Cotul Beicului" / ansamblu anonim (Categorie: locuire civilă) (Tip: Așezare)                                                   | sat Plugari, comuna Plugari           | Cotul Beicului             | sec. XIV - XV                     |            |                                                 | Încărcați imagine | Raportați eroare |
| 98346.01.06 (Cod LMI: IS-I-m-B-03632.01) | Situl arheologic de la Plugari - "Cotul Beicului" / ansamblu anonim (Categorie: locuire civilă) (Tip: Așezare)                                                   | sat Plugari, comuna Plugari           | Cotul Beicului             | sec. XV - XVI                     |            |                                                 | Încărcați imagine | Raportați eroare |
| 98346.02.01 (Cod LMI: IS-I-m-B-03633.02) | Situl arheologic de la Plugari - "La Cimitir" / ansamblu anonim (Categorie: locuire civilă) (Tip: Așezare)                                                       | sat Plugari, comuna Plugari           | La Cimitir                 | Cucuteni - A                      |            |                                                 | Încărcați imagine | Raportați eroare |
| 98346.02.02 (Cod LMI: IS-I-m-B-03633.01) | Situl arheologic de la Plugari - "La Cimitir" / ansamblu anonim (Categorie: locuire civilă) (Tip: Așezare)                                                       | sat Plugari, comuna Plugari           | La Cimitir                 | sec.IV-III                        |            |                                                 | Încărcați imagine | Raportați eroare |
| 98346.03.01 (Cod LMI: IS-I-s-B-03634)    | Tumulii de la Plugari / ansamblu anonim (Categorie: descoperire funerară) (Tip: Movilă)                                                                          | sat Plugari, comuna Plugari           | Plugari                    |                                   |            |                                                 | Încărcați imagine | Raportați eroare |
| 96619.01.01 (Cod LMI: IS-I-m-B-03635.04) | Situl arheologic de la Podolenii de Jos - "La Iezatură" / ansamblu anonim (Categorie: locuire civilă) (Tip: Așezare)                                             | sat Podolenii de Jos, comuna Cozmești | La Iezatură                | geto-dacică                       |            |                                                 | Încărcați imagine | Raportați eroare |
| 96619.01.02 (Cod LMI: IS-I-m-B-03635.03) | Situl arheologic de la Podolenii de Jos - "La Iezatură" / ansamblu anonim (Categorie: locuire civilă) (Tip: Așezare)                                             | sat Podolenii de Jos, comuna Cozmești | La Iezatură                | sec. VIII - X                     |            |                                                 | Încărcați imagine | Raportați eroare |
| 96619.01.03 (Cod LMI: IS-I-m-B-03635.02) | Situl arheologic de la Podolenii de Jos - "La Iezatură" / ansamblu anonim (Categorie: locuire civilă) (Tip: Așezare)                                             | sat Podolenii de Jos, comuna Cozmești | La Iezatură                | sec. XI - XII                     |            |                                                 | Încărcați imagine | Raportați eroare |
| 96619.01.04 (Cod LMI: IS-I-s-B-03635)    | Situl arheologic de la Podolenii de Jos - "La Iezatură" / ansamblu anonim (Categorie: locuire civilă) (Tip: Așezare)                                             | sat Podolenii de Jos, comuna Cozmești | La Iezatură                | sec. XV                           |            |                                                 | Încărcați imagine | Raportați eroare |
| 96619.01.05 (Cod LMI: IS-I-m-B-03635.01) | Situl arheologic de la Podolenii de Jos - "La Iezatură" / ansamblu anonim (Categorie: locuire civilă) (Tip: Așezare)                                             | sat Podolenii de Jos, comuna Cozmești | La Iezatură                | sec. XVI                          |            |                                                 | Încărcați imagine | Raportați eroare |
| 97303.01.01 (Cod LMI: IS-I-s-B-03636)    | Așezarea fortificată de la Poiana cu Cetate - "La Cetate" / ansamblu anonim (Categorie: locuire civilă) (Tip: Așezare fortificată)                               | sat Poiana cu Cetate, comuna Grajduri | La Cetate (Dealul Cetății) | Cucuteni - A                      |            |                                                 | Încărcați imagine | Raportați eroare |
| 97303.01.02 (Cod LMI: IS-I-s-B-03636)    | Așezarea fortificată de la Poiana cu Cetate - "La Cetate" / ansamblu anonim (Categorie: locuire civilă) (Tip: Așezare fortificată)                               | sat Poiana cu Cetate, comuna Grajduri | La Cetate (Dealul Cetății) | sec. VIII - IX                    |            |                                                 | Încărcați imagine | Raportați eroare |
| 97303.01.03 (Cod LMI: IS-I-s-B-03636)    | Așezarea fortificată de la Poiana cu Cetate - "La Cetate" / ansamblu anonim (Categorie: locuire civilă) (Tip: Așezare fortificată)                               | sat Poiana cu Cetate, comuna Grajduri | La Cetate (Dealul Cetății) | sec. XI - XII                     |            |                                                 | Încărcați imagine | Raportați eroare |
| 97303.01.04 (Cod LMI: IS-I-m-B-03636.02) | Așezarea fortificată de la Poiana cu Cetate - "La Cetate" / ansamblu anonim (Categorie: locuire civilă) (Tip: Așezare)                                           | sat Poiana cu Cetate, comuna Grajduri | La Cetate (Dealul Cetății) |                                   |            |                                                 | Încărcați imagine | Raportați eroare |
| 99753.01.01 (Cod LMI: IS-I-s-B-03637)    | Cetatea Latene de la Poiana Mănăstirii - "Între Șanțuri" / ansamblu anonim (Categorie: locuire civilă) (Tip: Cetate)                                             | sat Poiana Mănăstirii, comuna Țibana  | Între Șanțuri              | geto-dacică sec. IV - III a. Chr. |            |                                                 | Încărcați imagine | Raportați eroare |
| 98444.02.03 (Cod LMI: IS-I-m-B-03638.04) | Situl arheologic de la Popești - "În Sărături" / ansamblu anonim (Categorie: locuire civilă) (Tip: Așezare)                                                      | sat Popești, comuna Popești           | În Sărături                | sec. II - III                     |            |                                                 | Încărcați imagine | Raportați eroare |
| 98444.02.02 (Cod LMI: IS-I-m-B-03638.05) | Situl arheologic de la Popești - "În Sărături" / ansamblu anonim (Categorie: locuire civilă) (Tip: Așezare)                                                      | sat Popești, comuna Popești           | În Sărături                | Noua                              |            |                                                 | Încărcați imagine | Raportați eroare |
| 98444.02.01 (Cod LMI: IS-I-m-B-03638.06) | Situl arheologic de la Popești - "În Sărături" / ansamblu anonim (Categorie: locuire civilă) (Tip: Așezare)                                                      | sat Popești, comuna Popești           | În Sărături                | Starčevo - Criș                   |            |                                                 | Încărcați imagine | Raportați eroare |
| 98444.02.04 (Cod LMI: IS-I-m-B-03638.03) | Situl arheologic de la Popești - "În Sărături" / ansamblu anonim (Categorie: locuire civilă) (Tip: Așezare)                                                      | sat Popești, comuna Popești           | În Sărături                | sec. VII - VIII                   |            |                                                 | Încărcați imagine | Raportați eroare |
| 98444.02.05 (Cod LMI: IS-I-m-B-03638.02) | Situl arheologic de la Popești - "În Sărături" / ansamblu anonim (Categorie: locuire civilă) (Tip: Așezare)                                                      | sat Popești, comuna Popești           | În Sărături                | sec. VIII - X                     |            |                                                 | Încărcați imagine | Raportați eroare |
| 98444.02.06 (Cod LMI: IS-I-m-B-03638.01) | Situl arheologic de la Popești - "În Sărături" / ansamblu anonim (Categorie: locuire civilă) (Tip: Așezare)                                                      | sat Popești, comuna Popești           | În Sărături                |                                   |            |                                                 | Încărcați imagine | Raportați eroare |
| 98514.01.01 (Cod LMI: IS-I-m-B-03640.05) | Situl arheologic de la Popricani - "Dealul Viei - Curmătura" / ansamblu anonim (Categorie: locuire civilă) (Tip: Așezare)                                        | sat Popricani, comuna Popricani       | Dealul Viei - Curmătura    | Cucuteni - A                      |            |                                                 | Încărcați imagine | Raportați eroare |
| 98514.01.02 (Cod LMI: IS-I-m-B-03640.04) | Situl arheologic de la Popricani - "Dealul Viei - Curmătura" / ansamblu anonim (Categorie: locuire civilă) (Tip: Așezare)                                        | sat Popricani, comuna Popricani       | Dealul Viei - Curmătura    |                                   |            |                                                 | Încărcați imagine | Raportați eroare |
| 98514.01.03 (Cod LMI: IS-I-m-B-03640.03) | Situl arheologic de la Popricani - "Dealul Viei - Curmătura" / ansamblu anonim (Categorie: locuire civilă) (Tip: Așezare)                                        | sat Popricani, comuna Popricani       | Dealul Viei - Curmătura    | geto-dacică sec. II a. Chr.       |            |                                                 | Încărcați imagine | Raportați eroare |
| 98514.01.04 (Cod LMI: IS-I-m-B-03640.01) | Situl arheologic de la Popricani - "Dealul Viei - Curmătura" / ansamblu anonim (Categorie: locuire civilă) (Tip: Așezare)                                        | sat Popricani, comuna Popricani       | Dealul Viei - Curmătura    | sec. IV                           |            |                                                 | Încărcați imagine | Raportați eroare |
| 98514.01.05 (Cod LMI: IS-I-m-B-03640.02) | Situl arheologic de la Popricani - "Dealul Viei - Curmătura" / ansamblu anonim (Categorie: locuire civilă) (Tip: așezare)                                        | sat Popricani, comuna Popricani       | Dealul Viei - Curmătura    | sec. II a Ch.                     |            |                                                 | Încărcați imagine | Raportați eroare |
| 98514.02.01 (Cod LMI: IS-I-m-B-03641.06) | Situl arheologic de la Popricani - "Grădina lui Anton" / ansamblu anonim (Categorie: locuire civilă) (Tip: Așezare)                                              | sat Popricani, comuna Popricani       | Grădina lui Anton          | Cucuteni - B                      |            |                                                 | Încărcați imagine | Raportați eroare |
| 98514.02.02 (Cod LMI: IS-I-m-B-03641.05) | Situl arheologic de la Popricani - "Grădina lui Anton" / ansamblu anonim (Categorie: locuire civilă) (Tip: Așezare)                                              | sat Popricani, comuna Popricani       | Grădina lui Anton          | Noua                              |            |                                                 | Încărcați imagine | Raportați eroare |
| 98514.02.03 (Cod LMI: IS-I-m-B-03641.04) | Situl arheologic de la Popricani - "Grădina lui Anton" / ansamblu anonim (Categorie: locuire civilă) (Tip: Așezare)                                              | sat Popricani, comuna Popricani       | Grădina lui Anton          |                                   |            |                                                 | Încărcați imagine | Raportați eroare |
| 98514.02.04 (Cod LMI: IS-I-m-B-03641.03) | Situl arheologic de la Popricani - "Grădina lui Anton" / ansamblu anonim (Categorie: locuire civilă) (Tip: Așezare)                                              | sat Popricani, comuna Popricani       | Grădina lui Anton          | sec. IV                           |            |                                                 | Încărcați imagine | Raportați eroare |
| 98514.02.05 (Cod LMI: IS-I-m-B-03641.03) | Situl arheologic de la Popricani - "Grădina lui Anton" / ansamblu anonim (Categorie: locuire civilă) (Tip: Așezare)                                              | sat Popricani, comuna Popricani       | Grădina lui Anton          | Dridu sec. IX - X                 |            |                                                 | Încărcați imagine | Raportați eroare |
| 98514.02.06 (Cod LMI: IS-I-m-B-03641.01) | Situl arheologic de la Popricani - "Grădina lui Anton" / ansamblu anonim (Categorie: locuire civilă) (Tip: Așezare)                                              | sat Popricani, comuna Popricani       | Grădina lui Anton          | sec.XV                            |            |                                                 | Încărcați imagine | Raportați eroare |
| 98514.02.07 (Cod LMI: IS-I-m-B-03641.07) | Situl arheologic de la Popricani - "Grădina lui Anton" / ansamblu anonim (Categorie: locuire civilă) (Tip: așezare)                                              | sat Popricani, comuna Popricani       | Grădina lui Anton          | Cucuteni - A                      |            |                                                 | Încărcați imagine | Raportați eroare |
| 95596.01.01 (Cod LMI: IS-I-s-B-03643)    | Situl arheologic din epoca medievală de la Prigoreni / ansamblu Casa cronicarului Ion Neculce (Categorie: locuire) (Tip: Curte boierească)                       | sat Prigoreni, comuna Ion Neculce     |                            | sec. XVII                         |            |                                                 | Încărcați imagine | Raportați eroare |
| 95596.01.02 (Cod LMI: IS-I-s-B-03643)    | Situl arheologic din epoca medievală de la Prigoreni / ansamblu Casa cronicarului Ion Neculce (Categorie: locuire) (Tip: Casă)                                   | sat Prigoreni, comuna Ion Neculce     |                            | sec. XVII                         |            |                                                 | Încărcați imagine | Raportați eroare |
| 98444.01.01 (Cod LMI: IS-I-m-B-03639.05) | Situl arheologic de la Popești (Rădeni) - "La Movilă" / ansamblu anonim (Categorie: locuire civilă) (Tip: Așezare)                                               | sat Popești, comuna Popești           | La Movilă                  | Cucuteni - A                      |            |                                                 | Încărcați imagine | Raportați eroare |
| 98444.01.02 (Cod LMI: IS-I-m-B-03639.04) | Situl arheologic de la Popești (Rădeni) - "La Movilă" / ansamblu anonim (Categorie: locuire civilă) (Tip: Așezare)                                               | sat Popești, comuna Popești           | La Movilă                  | Cucuteni - B                      |            |                                                 | Încărcați imagine | Raportați eroare |
| 98444.01.03 (Cod LMI: IS-I-m-B-03639.03) | Situl arheologic de la Popești (Rădeni) - "La Movilă" / ansamblu anonim (Categorie: locuire civilă) (Tip: Așezare)                                               | sat Popești, comuna Popești           | La Movilă                  |                                   |            |                                                 | Încărcați imagine | Raportați eroare |
| 98444.01.04 (Cod LMI: IS-I-m-B-03639.02) | Situl arheologic de la Popești (Rădeni) - "La Movilă" / ansamblu anonim (Categorie: locuire civilă) (Tip: Așezare)                                               | sat Popești, comuna Popești           | La Movilă                  | sec. II - III                     |            |                                                 | Încărcați imagine | Raportați eroare |
| 98444.01.05 (Cod LMI: IS-I-m-B-03639.05) | Situl arheologic de la Popești (Rădeni) - "La Movilă" / ansamblu anonim (Categorie: locuire civilă) (Tip: Așezare)                                               | sat Popești, comuna Popești           | La Movilă                  | sec. VIII - X                     |            |                                                 | Încărcați imagine | Raportați eroare |
| 98514.03.01 (Cod LMI: IS-I-m-B-03642)    | Valul din epoca migrațiilor de la Popricani / ansamblu Valul lui Traian (Categorie: fortificație) (Tip: Val)                                                     | sat Popricani, comuna Popricani       |                            |                                   |            |                                                 | Încărcați imagine | Raportați eroare |
| 98382.01.01                              | Situl arheologic de la Podu Iloaiei - "Șesul Târgului" / ansamblu anonim (Categorie: locuire civilă) (Tip: Așezare)                                              | oraș Podu Iloaiei                     | Șesul Târgului             | Starčevo - Criș                   |            | 47°13′15″N 27°18′45″E / 47.22083°N 27.3125°E    | Încărcați imagine | Raportați eroare |
| 98382.01.02                              | Situl arheologic de la Podu Iloaiei - "Șesul Târgului" / ansamblu anonim (Categorie: locuire civilă) (Tip: Așezare)                                              | oraș Podu Iloaiei                     | Șesul Târgului             | Cucuteni - B                      |            | 47°13′15″N 27°18′45″E / 47.22083°N 27.3125°E    | Încărcați imagine | Raportați eroare |
| 98382.01.03                              | Situl arheologic de la Podu Iloaiei - "Șesul Târgului" / ansamblu anonim (Categorie: locuire civilă) (Tip: Așezare)                                              | oraș Podu Iloaiei                     | Șesul Târgului             |                                   |            | 47°13′15″N 27°18′45″E / 47.22083°N 27.3125°E    | Încărcați imagine | Raportați eroare |
| 98382.01.04                              | Situl arheologic de la Podu Iloaiei - "Șesul Târgului" / ansamblu anonim (Categorie: locuire civilă) (Tip: Așezare)                                              | oraș Podu Iloaiei                     | Șesul Târgului             | - A                               |            | 47°13′15″N 27°18′45″E / 47.22083°N 27.3125°E    | Încărcați imagine | Raportați eroare |
| 98382.01.05                              | Situl arheologic de la Podu Iloaiei - "Șesul Târgului" / ansamblu anonim (Categorie: locuire civilă) (Tip: Așezare)                                              | oraș Podu Iloaiei                     | Șesul Târgului             | sec.II-IV                         |            | 47°13′15″N 27°18′45″E / 47.22083°N 27.3125°E    | Încărcați imagine | Raportați eroare |
| 98382.01.06                              | Situl arheologic de la Podu Iloaiei - "Șesul Târgului" / ansamblu anonim (Categorie: locuire civilă) (Tip: Așezare)                                              | oraș Podu Iloaiei                     | Șesul Târgului             | sec.VI-IX                         |            | 47°13′15″N 27°18′45″E / 47.22083°N 27.3125°E    | Încărcați imagine | Raportați eroare |
| 98382.01.07                              | Situl arheologic de la Podu Iloaiei - "Șesul Târgului" / ansamblu anonim (Categorie: locuire civilă) (Tip: Așezare)                                              | oraș Podu Iloaiei                     | Șesul Târgului             | sec.XV - XVII                     |            | 47°13′15″N 27°18′45″E / 47.22083°N 27.3125°E    | Încărcați imagine | Raportați eroare |
| 98006.01.01                              | Curtea boierească de la Proselnici / ansamblu Ansamblu de curte boierească Stoian Procelnic (Categorie: locuire civilă) (Tip: Curte boierească)                  | sat Proselnici, comuna Miroslava      |                            |                                   |            |                                                 | Încărcați imagine | Raportați eroare |
| 95408.01.01 (Cod LMI: IS-II-m-A-04212)   | Ruinele Palatului familiei Cantacuzino - Pașcanu de la Pașcani / ansamblu Ruinele Palatului familiei Cantacuzino - Pașcanu (Categorie: construcție) (Tip: Palat) | municipiul Pașcani                    | Aleea Parcului 1           | cca. 1650, ref. parțiale sec. XIX |            | 47°14′43″N 26°43′40″E / 47.245205°N 26.727912°E | Încărcați imagine | Raportați eroare |
| 98863.01.01                              | Situl arheologic de la Schitu Duca-Punct Cetățuia / ansamblu anonim (Categorie: locuire civilă) (Tip: Așezare)                                                   | sat Pocreaca, comuna Schitu Duca      | Cetățuia                   | Cucuteni - A3-A4                  |            |                                                 | Încărcați imagine | Raportați eroare |
| 98863.01.02                              | Situl arheologic de la Schitu Duca-Punct Cetățuia / ansamblu anonim (Categorie: locuire civilă) (Tip: Cetate)                                                    | sat Pocreaca, comuna Schitu Duca      | Cetățuia                   |                                   |            |                                                 | Încărcați imagine | Raportați eroare |
| 98863.01.03                              | Situl arheologic de la Schitu Duca-Punct Cetățuia / ansamblu anonim (Categorie: locuire civilă) (Tip: Așezare)                                                   | sat Pocreaca, comuna Schitu Duca      | Cetățuia                   | Cozia sec. X-IX a.Ch.             |            |                                                 | Încărcați imagine | Raportați eroare |